# قدرت و ایمان (فیلم)
دارام ویر (به هندی: धरम वीर)، که در ایران با نام قدرت و ایمان معروف شده‌است، نام فیلمی هندی محصول سال ۱۹۷۷ به کارگردانی منموهان دسای در ژانر اکشن ماجرایی است.

## داستان فیلم
دارام و ویر (قدرت و ایمان) دو برادر دوقلو، بچه‌های سلطان، موقعِ به دنیا آمدن توسط وزیرِ بدجنسِ دربار از یکدیگر جدا می‌شوند….

## بازیگران و صداپیشگان
| نقش            | بازیگر          | دوبلُر            |
| درم سینگ       | درمندرا         | ایرج ناظریان     |
| ویر سینگ       | جیتندرا         | منوچهر والی زاده |
| ماهارانی       | ایندرانی موکرجی | مهین برزویی      |
| جوالا سینگ     | پران            | پرویز ربیعی      |
| سپتال سینگ     | جیوان           | حسین رحمانی      |
| شاهزاده پالاوی | زینت امان       | زهره شکوفنده     |
| روپا           | نیتو سینگ       | شکوه زارعی       |
| رانجیت سینگ    | رانجیت          | عباس سلطان رحمتی |